# Hydrologie
Ne doit pas être confondu avec Hydraulique ou Hydrographie.
Pour l'Hydrologie médicale, voir Eau minérale naturelle et Thermalisme.
L'hydrologie (du grec ὕδωρ / hýdōr, « eau », et λόγος / lógos, « étude ») est la science qui s'intéresse à tous les aspects du cycle de l'eau, et en particulier aux échanges entre la mer, l'atmosphère (océanographie, climatologie...), la surface terrestre (limnologie) et le sous-sol (hydrogéologie), sur terre (ou potentiellement sur d'autre planètes). L'hydrologue contribue à la connaissance et gestion des ressources en eau et à leur durabilité en rapport avec les bassins versants environnementaux. 
Le praticien en hydrologie est dit hydrologue. 

## Outils
L'hydrologue utilise les outils et concepts des sciences de la Terre et des sciences de l'environnement, et notamment de la géographie physique, de la géologie ou du génie civil et environnemental. 
Grâce à diverses méthodes et moyens analytiques il collecte et analyse des données, et le cas échéant modélise afin d'aider à résoudre les problèmes liés à l'eau (surexploitation, pollution, salinisation, dégradations environnementales affectant le cycle de l'eau, prévention et gestion des conséquences des catastrophes technologiques et naturelles, etc.)

## Vocabulaire, classifications
L'hydrologie se subdivise classiquement en hydrologie marine, hydrologie des eaux de surface et hydrologie souterraine. 

Les domaines de l'hydrologie comprennent notamment l'hydrométéorologie, l'hydrologie de surface, l'hydrogéologie, l'hydraulique urbaine, la gestion des bassins versants et la qualité de l'eau, où l'eau joue un rôle central. L'océanographie et la météorologie ne sont pas incluses car l'eau n'est qu'un des nombreux aspects importants de ces domaines. 

La recherche hydrologique peut éclairer l'ingénierie environnementale, les politiques de planification et d'aménagement du territoire.
On parle d'hydrosphère et de limnosphère pour désigner la partie de la planète dans laquelle l'eau se trouve. 
En complément, la météorologie, branche atmosphérique du cycle hydrologique et concernée par le transport de l'eau dans l'atmosphère, principalement sous forme de vapeur. Ces deux branches du cycle de l'eau permettant de maintenir un état de quasi-équilibre du système climatique.
- L'hydrologie de surface étudie le ruissellement, les phénomènes d'érosion, les écoulements et le stockage des eaux sur la terre et dans l'océan.

- L'hydrologie de subsurface ou hydrologie de la zone non saturée étudie les processus d'infiltration, de flux d'eau et de transport de polluants au travers de la zone non saturée (encore appelée zone vadose). Cette zone a une importance fondamentale car elle constitue l'interface entre les eaux de surface et de profondeur.

- L'hydrologie souterraine ou hydrogéologie porte sur les ressources du sous-sol, leur captage, leur protection et leur renouvellement.

- L'hydrologie urbaine est un « sous-cycle » de l'eau lié à l'activité humaine : production et distribution de l'eau potable, collecte et épuration des eaux usées et pluviales.

Ces domaines sont intrinsèquement liés mais il est utile de les distinguer car les phénomènes physiques qui les caractérisent diffèrent, et ils impliquent des échelles de temps distinctes de plusieurs ordres de grandeur.

## Histoire
Les premières questions relatives au cycle de l'eau se posent au Moyen Âge : "Comment est-il possible que les mers ne débordent pas avec ces quantités d'eau déversées par les cieux et les fleuves ?". L'hypothèse alors apportée est l’existence d'un ou plusieurs flux alimentant un vaste océan souterrain, selon Athanasius Kircher dans son Mundus subterraneus, même observation pour James Knox of Bolduc qui localise ce "tourbillon gigantesque" au pôle Nord. Pour Thomas Burnet, cette faille a une origine divine afin de venir rafraîchir la planète. Benoît de Maillet, par la suite, part du déluge et explique la construction de reliefs terrestres à la suite du retrait des eaux dans son Telliamed, ou entretiens d'un philosophe indien avec un missionnaire français sur la diminution de la mer, la formation de terre, l'origine de l'homme, etc. 
Les pionniers de l’hydrologie moderne sont Pierre Perrault, Edme Mariotte et Edmond Halley.

## Le cycle de l'eau
L'eau est présente en trois états (liquide, gazeux, glace) dans trois grands réservoirs planétaires distincts : l'atmosphère, le stock continental et le stock océanique. Des échanges continus existent entre ces trois réservoirs.
- Le réservoir océanique est le plus volumineux avec 1 338 millions de kilomètres cubes. L'évaporation océanique est le seul flux sortant de ce réservoir avec 0,505 million de kilomètres cubes par an. En termes d'apport, les océans reçoivent 0,458 million de kilomètres cubes par an de précipitations et 0,047 million de kilomètres cubes d'écoulement depuis les continents.

- Les stocks continentaux sont composés de 47,961 millions de kilomètres cubes, ce réservoir s'évapore dans l'atmosphère à raison de 0,072 million de kilomètres cubes par an, et perd 0,047 million de kilomètres cubes d'eau par an d'écoulement dans les océans. Les précipitations continentales apportent 0,119 million de kilomètres cubes d'eau par an.

- L'atmosphère est le moins volumineux de ces trois réservoirs avec 0,017 million de kilomètres cubes, néanmoins les quantités d'eau échangées y sont très importantes. L'évaporation apporte 0,505 million de kilomètres cubes d'eau par an depuis les océans et 0,072 million de kilomètres cubes depuis les continents. Les précipitations continentales se montent à 0,119 million de kilomètres cubes d'eau par an, les précipitations océaniques à 0,458 million de kilomètres cubes.

Remarque : la combustion complète de toute molécule contenant de l'hydrogène (ex : hydrocarbures liquides ou gazeux), de même que l'oxydation microbienne, ou la respiration/évapotranspiration des organismes (re)créent des molécules d'eau : en conséquence, ces mécanismes peuvent aussi intéresser l'hydrologue (car ils modifient la quantité d'eau globalement présent sur la planète Terre).

## Représentations cartographiques
Ce sont des cartes et atlas hydrologiques. 

Les données hydrologiques varient dans l'espace et dans le temps selon de nombreux facteurs. Des séries longues de données, et des moyennes, ainsi que des tendances sont établies et utilisées pour produire des cartes, mais les minima et maxima sont également utiles pour cartographier l'aléa (sécheresse, inondation décennales, centennales, etc.). Ce sont souvent des cartes à grande échelle (1/100 000, 1/150 000). 
Les cartes concernent les eaux de surface et/ou de nappes.

Les données cartographiables sont de type scientifique ou d'inventaire, et d'application ou de vulgarisation. Les données qu'elles décrivent sont de 3 types :
1. les données de terrain
2. les données hydrologiques quantitatives
3. les données hydrographiques

Ce sont par exemple:
- des cartes pluviométriques et hydrométéorologiques
- des cartes hydrographiques
- des cartes hydrogéographiques
- des cartes géohydrographiques
- des cartes hydrologiques de surface ou hydrométriques
- des cartes hydrogéologiques
- des cartes hydrochimiques

En dérivent le cas échéant des cartes d'aléas ou de vulnérabilité des nappes, des cartes de zones inondables...

### Presse spécialisée
En français :
- Journal français d'hydrologie
- European Journal of Water Quality - Journal Européen d'Hydrologie (bilingue franco-anglais)

En anglais :
- Hydrological Processes,  (ISSN 1099-1085) (electronic) 0885-6087 (paper), John Wiley & Sons
- Hydrology Research,  (ISSN 0029-1277), IWA Publishing  (formerly Nordic Hydrology)
- Journal of Hydroinformatics,  (ISSN 1464-7141), IWA Publishing
- Journal of Hydrologic Engineering,  (ISSN 0733-9496), ASCE Publication
- Journal of Hydrology
- Water Research
- Water Resources Research
- Hydrological Sciences Journal - Journal of the International Association of Hydrological Sciences (IAHS)  (ISSN 0262-6667) (Print),  (ISSN 2150-3435) (Online)